# Предупреждение о буране

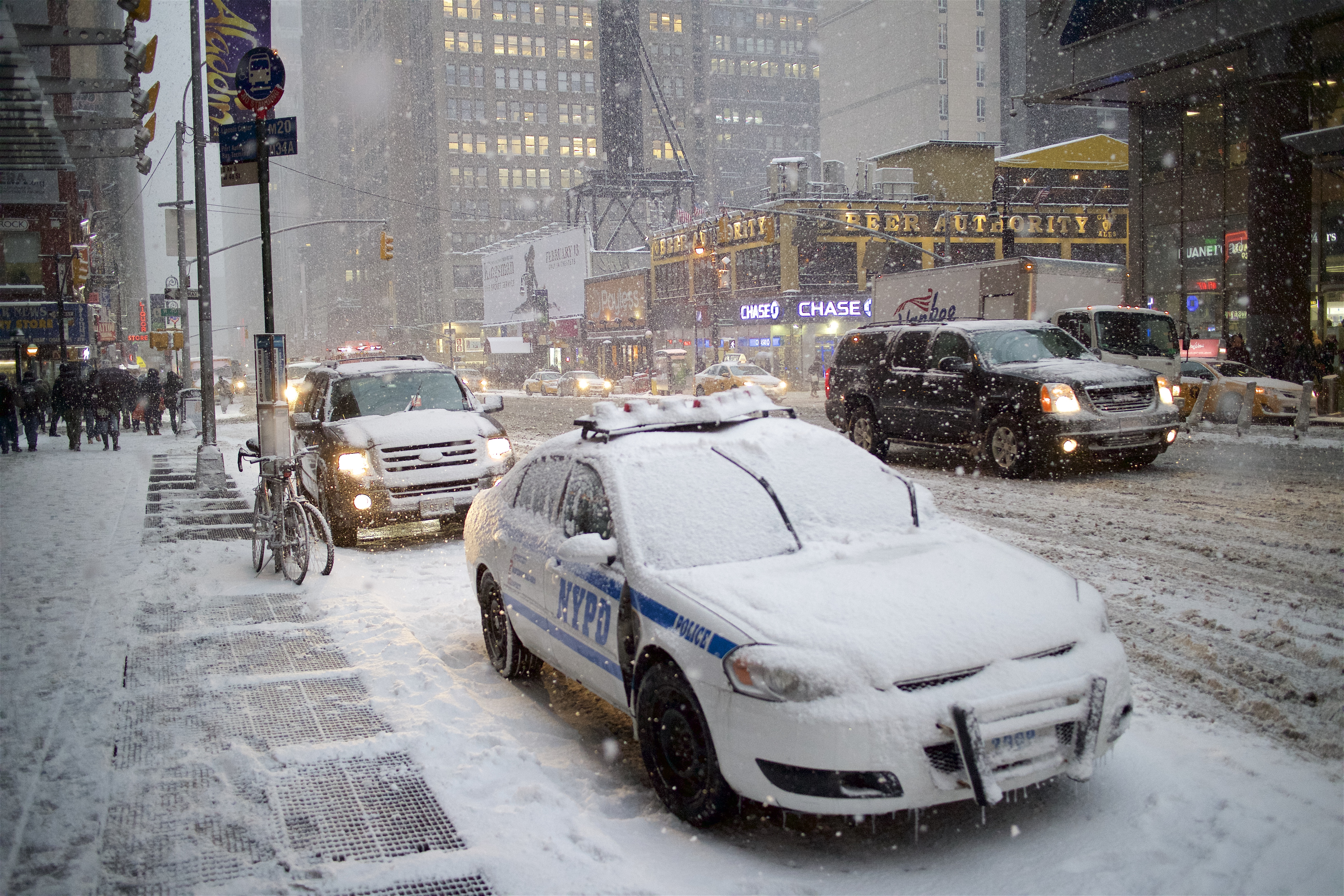
Нью-Йорк во время снежного бурана Джуно, 26 января 2015 г.

Предупреждение о буране (англ. Blizzard warning, SAME код: BZW) — одно из предупреждений об опасных природных явлениях, объявляемых бюро прогнозов (WFO) Национальной службы погоды (NWS) США. Указывает на сильный снегопад, который сопровождается устойчивым ветром или частыми порывами со скоростью 16 м/с или выше в течение как минимум трёх часов. Буран имеет тенденцию снижать видимость до 400 м и менее. Предупреждение о серьёзном буране (Severe Blizzard Warning) объявляется, когда скорость ветра достигает 20 м/с, а температура падает ниже –12 С. Большинство местных метеорологических служб активируют и транслируют сигнал тревоги SAME на соответствующих метеорологических радиостанциях NOAA для обоих типов предупреждений. Когда в 2012 году была запущена система беспроводного оповещения о чрезвычайных ситуациях, предупреждения о снежной буре отправлялись на мобильные телефоны, но в ноябре 2013 года эта практика была прекращена.
В Канаде аналогичные предупреждения выпускает Министерство окружающей среды через Метеорологическую службу Канады (MSC). По состоянию на 2010 г. предупреждения о буране, выпускаемые местными бюро прогнозов MSC, основаны на следующих наборах критериев, определенных в регионе: 
- Национальное предупреждение ниже линии деревьев (National warning below tree line) — продолжительный ветер до 40 км/ч или выше с повсеместным снижением видимости до 400 м (0,25 миль) или менее из-за низовой метели или комбинации метели и падающего снега в течение не менее четырех часов. [2]
- Северное (арктическое) предупреждение над линией деревьев (Northern (Arctic) warning above tree line) — критерии те же, но прогнозируется, что метель будет продолжаться не менее шести часов.

Предупреждения передаются Weatheradio Canada и такими СМИ, как The Weather Network.

## Пример предупреждения о буране (США)
Ниже приведен пример предупреждения о метели, выпущенного Национальной службой погоды в Аптоне, (шт. Нью-Йорк). 
```

165
WWUS41 KOKX 012056
WSWOKX

URGENT - WINTER WEATHER MESSAGE
NATIONAL WEATHER SERVICE NEW YORK NY
356 PM EST WED JAN 1 2014

...A COASTAL STORM WILL BRING THE POTENTIAL FOR HEAVY SNOW...STRONG
WINDS AND DANGEROUSLY COLD WIND CHILLS THURSDAY EVENING THROUGH
FRIDAY AFTERNOON...

NYZ078>081-177-179-021000-
/O.UPG.KOKX.WS.A.0005.140102T2300Z-140103T1800Z/
/O.NEW.KOKX.BZ.W.0001.140102T2300Z-140103T1800Z/
NORTHWESTERN SUFFOLK-NORTHEASTERN SUFFOLK-SOUTHWESTERN SUFFOLK-
SOUTHEASTERN SUFFOLK-NORTHERN NASSAU-SOUTHERN NASSAU-
356 PM EST WED JAN 1 2014

...BLIZZARD WARNING IN EFFECT FROM 6 PM THURSDAY TO 1 PM EST
FRIDAY...

THE NATIONAL WEATHER SERVICE IN NEW YORK HAS ISSUED A BLIZZARD
WARNING...WHICH IS IN EFFECT FROM 6 PM THURSDAY TO 1 PM EST
FRIDAY. THE WINTER STORM WATCH IS NO LONGER IN EFFECT.

* LOCATIONS...LONG ISLAND INCLUDING NASSAU AND SUFFOLK COUNTIES.

* HAZARD TYPES...SNOW AND BLOWING SNOW.

* ACCUMULATIONS...UP TO AROUND 1 INCH OF SNOW IS FORECAST
  OVERNIGHT THROUGH THE THURSDAY MORNING RUSH HOUR. AN ADDITIONAL
  7 TO 9 INCHES OF SNOW IS FORECAST THURSDAY EVENING THROUGH
  FRIDAY. TOTAL ACCUMULATIONS OF 8 TO 10 INCHES ARE FORECAST.

* WINDS...NORTH 25 TO 35 MPH WITH GUSTS UP TO 45 MPH.

* TEMPERATURES...IN THE LOWER 20S.

* VISIBILITIES...ONE QUARTER MILE OR LESS.

* TIMING...THE HEAVIEST SNOW AND THE STRONGEST WINDS WILL OCCUR THURSDAY
  NIGHT INTO FRIDAY.

* IMPACTS...BLOWING AND DRIFTING SNOW WILL PRODUCE DANGEROUS
  TRAVEL CONDITIONS. WIND CHILLS FROM 5 DEGREES BELOW ZERO TO 5
  DEGREES ABOVE ZERO WILL PRODUCE EXTREME COLD IMPACTS.

PRECAUTIONARY/PREPAREDNESS ACTIONS...

A BLIZZARD WARNING MEANS SEVERE WINTER WEATHER CONDITIONS ARE
EXPECTED OR OCCURRING. FALLING AND BLOWING SNOW WITH STRONG WINDS
AND POOR VISIBILITIES ARE LIKELY. THIS WILL LEAD TO WHITEOUT
CONDITIONS...MAKING TRAVEL EXTREMELY DANGEROUS. DO NOT TRAVEL. IF
YOU MUST TRAVEL...HAVE A WINTER SURVIVAL KIT WITH YOU. IF YOU GET
STRANDED...STAY WITH YOUR VEHICLE.

&&

$$

```

## Пример предупреждения о буране (Канада)
```
FPCN16 CWNT 071600

Warnings
Hall Beach
12:41 PM EST Thursday 07 February 2013
Blizzard warning for
Hall Beach continued

Blizzard conditions today.

This is a warning that blizzard conditions are imminent or occurring in these regions. Monitor weather conditions..
listen for updated statements.

A strong storm system located over Davis Strait that produced blizzard conditions at Clyde River is weakening.
Blizzard conditions are still affecting Hall Beach but as winds decrease today blizzard conditions will begin to
improve at Hall Beach later this afternoon.

```

## Внешние ссылки
- Национальная служба погоды Архивная копия от 8 января 2006 на Wayback Machine
- Blizzard Attack: Глоссарий